# Зако Хеския
Исак Соломонов Хеския, по-известен като Зако Хеския, е български кинорежисьор.

## Биография
През 1952 г. завършва полувисше училище по кинематография и фототехника и започва кариерата си като асистент-режисьор.
От 1966 г. до 1991 г. е режисьор-постановчик в Студията за игрално кино „Бояна“.
Умира на 3 юни 2006 г. в София. Погребан е в Централните софийски гробища.

## Филмография
- Без драскотина (1989)
- Нощем с белите коне (сериал, 1985)
- Йо-хо-хо (1981)
- Сами сред вълци (5-сер. тв, 1979)
- Бой последен (1977) –  на който е и сценарист, заедно с Никола Русев и Свобода Бъчварова
- Зарево над Драва (1974)
- Тримата от запаса (1971)
- Осмият (1969)
- Началото на една ваканция (1966)
- Горещо пладне (1965)

## Признание и награди
Филмите му „Осмият“, „Зарево над Драва“ и „Сами сред вълци“ са отличени с наградата „Златна роза“.
През 2002 година печели и „Златна роза“ за цялостно творчество. Филмът „Горещо пладне“ участва в конкурсната програма на Филмовия фестивал в Кан, 1965.
Хеския е удостоен със званията заслужил и народен артист, както и орден „Кирил и Методий“—II степен.